# Jonathan Sachs
Pour les articles homonymes, voir Sachs.
Jonathan Sachs (né en 1947) est un informaticien. Il est le cofondateur en 1982 de Lotus Development Corp. et principal développeur du tableur Lotus 1-2-3. Jonathan Sachs a également développé le logiciel de traitement de texte de Lotus, Manuscript.